# Thibault Colard
Thibault Colard (n. 13 ianuarie 1992, Fontainebleau, Île-de-France, Franța) este un canotor ce a reprezentat Franța, medaliat olimpic. A participat la o ediție a Jocurilor Olimpice (2016) în care a câștigat o medalie de bronz.

## Participări
Lista de mai jos prezintă principalele competiții la care a participat Thibault Colard de-a lungul carierei.
- Remo nos Jogos Olímpicos de Verão de 2016 - Quatro sem leve masculino[*][4]